# Harrison Ford (attore 1884)
Harrison Edward Ford (Kansas City, 16 marzo 1884 – Los Angeles, 2 dicembre 1957) è stato un attore statunitense.

## Biografia
Nato nel Missouri, Harrison Ford cominciò la sua carriera di attore lavorando in teatro. Fece il suo debutto nel 1904 a Broadway, lavorando anche con William C. deMille.
Attore di successo, nel 1915 passò a lavorare nel cinema e si trasferì a Hollywood. Ricoprì ruoli da protagonista, insieme ad attrici come Norma Talmadge, Marie Prevost, Marion Davies, Clara Bow.
La sua carriera ebbe fine con l'avvento del sonoro. Il suo ultimo film, l'unico parlato, fu Love in High Gear, realizzato nel 1932. Ritornò a lavorare sul palcoscenico e diresse anche alcune produzioni presso il piccolo teatro della Verdugos a Glendale, in California. Durante la seconda guerra mondiale, partecipò a un tour con le organizzazioni di servizio unite (USO).

## Vita privata
Ford si sposò il 29 marzo 1909 con un'attrice teatrale di New York, Beatrice Prentice.
Agli inizi del 1950, mentre stava camminando in strada, fu investito da una macchina. Non si riprese mai dalle gravi ferite riportate e trascorse il resto della vita al Motion Picture & Television Country House e all'ospedale di Woodland Hills, in California.
Ford morì il 2 dicembre 1957, all'età di 73 anni. Fu sepolto nel Forest Lawn Memorial Park Cemetery a Glendale.

## Riconoscimenti
Per il suo contributo all'industria cinematografica, Harrison Ford ha una stella sull'Hollywood Walk of Fame.

## Filmografia
La filmografia, secondo IMDb, è completa.
- Excuse Me, regia di Henry W. Savage (1915)
- Anton the Terrible o The Austrian Spy, regia di William C. de Mille (1916)
- The Mysterious Mrs. Musslewhite, regia di Lois Weber (1917)
- The Tides of Barnegat, regia di Marshall Neilan (1917)
- A Roadside Impresario, regia di Donald Crisp (1917)
- The Crystal Gazer, regia di George H. Melford (1917)
- On the Level, regia di George Melford (1917)
- The Sunset Trail, regia di George Melford (1917)
- Molly Entangled, regia di Robert Thornby (1917)
- A Petticoat Pilot, regia di Rollin S. Sturgeon (1918)
- Unclaimed Goods, regia di Rollin S. Sturgeon (1918)
- Viviette, regia di Walter Edwards (1918)
- Good Night, Paul, regia di Walter Edwards (1918)
- Un paio di calze ricamate(A Pair of Silk Stockings), regia di Walter Edwards (1918)
- Sauce for the Goose, regia di Walter Edwards (1918)
- The Cruise of the Make-Believes, regia di George Melford (1918)
- Such a Little Pirate, regia di George Melford (1918)
- Mrs. Leffingwell's Boots, regia di Walter Edwards (1918)
- A Lady's Name, regia di Walter Edwards (1918)
- Donne d'America (Who Cares?), regia di Walter Edwards (1919)
- Romance and Arabella, regia di Walter Edwards (1919)
- You Never Saw Such a Girl, regia di Robert G. Vignola (1919)
- Una moglie per scommessa (Experimental Marriage), regia di Robert G. Vignola (1919)
- L'avventura del velo grigio (The Veiled Adventure), regia di Walter Edwards (1919)
- Happiness a la Mode, regia di Walter Edwards (1919)
- Girls, regia di Walter Edwards (1919)
- The Third Kiss, regia di Robert G. Vignola (1919)
- The Lottery Man, regia di James Cruze (1919)
- Hawthorne of the U.S.A., regia di James Cruze (1919)
- Young Mrs. Winthrop, regia di Walter Edwards (1920)
- Easy to Get, regia di Walter Edwards (1920)
- Miss Hobbs, regia di Donald Crisp (1920)
- Notte di peccato (A Lady in Love), regia di Walter Edwards (1920)
- Food for Scandal, regia di James Cruze (1920)
- Oh, Lady, Lady, regia di Maurice Campbell (1920)
- Her Beloved Villain, regia di Sam Wood (1920)
- Passion Flower, regia di Herbert Brenon (1921)
- Wedding Bells, regia di Chester Withey (1921)
- A Heart to Let, regia di Edward Dillon (1921)
- The Wonderful Thing, regia di Herbert Brenon (1921)
- Love's Redemption, regia di Albert Parker (1921)
- Femmine folli (Foolish Wives), regia di Erich von Stroheim (1922)
- Smilin' Through, regia di Sidney Franklin (1922)
- Find the Woman, regia di Tom Terriss (1922)
- La gabbia dorata (Her Gilded Cage), regia di Sam Wood (1922)
- Due mondi (The Primitive Lover), regia di Sidney Franklin (1922)
- The Old Homestead, regia di James Cruze (1922)
- L'asiatico (Shadows), regia di Tom Forman (1922)
- When Love Comes, regia di William A. Seiter (1922)
- La fiera delle vanità (Vanity Fair), regia di Hugo Ballin (1923)
- Little Old New York, regia di Sidney Olcott (1923)
- Bright Lights of Broadway, regia di Webster Campbell (1923)
- Maytime, regia di Louis J. Gasnier (1923)
- A Fool's Awakening, regia di Harold M. Shaw (1924)
- Three Miles Out, regia di Irvin Willat (1924)
- The Average Woman, regia di Christy Cabanne (1924)
- The Price of a Party, regia di Charles Giblyn (1924)
- L'ombra di Washington (Janice Meredith), regia di E. Mason Hopper (1924)
- The Mad Marriage, regia di Frank P. Donovan (1925)
- Orgoglio (Proud Flesh), regia di King Vidor (1925)
- Zander the Great, regia di George W. Hill (1925)
- The Marriage Whirl, regia di Alfred Santell (1925)
- Zingaresca (Sally of the Sawdust), regia di D.W. Griffith (1925)
- The Wheel, regia di Victor Schertzinger (1925)
- Lovers in Quarantine, regia di Frank Tuttle (1925)
- L'uragano (That Royle Girl), regia di D.W. Griffith (1925)
- The Song and Dance Man, regia di Herbert Brenon (1926)
- Hell's Four Hundred, regia di John Griffith Wray (1926)
- Miss Charleston (Sandy), regia di Harry Beaumont (1926)
- Up in Mabel's Room, regia di E. Mason Hopper (1926)
- Almost a Lady, regia di E. Mason Hopper (1926)
- The Nervous Wreck, regia di Scott Sidney (1926)
- Rubber Tires, regia di Alan Hale (1927)
- Night Bride, regia di E. Mason Hopper (1927)
- No Control, regia di E.J. Babille e Scott Sidney (1927)
- The Rejuvenation of Aunt Mary, regia di Erle C. Kenton (1927)
- The Girl in the Pullman, regia di Erle C. Kenton (1927)
- The Rush Hour, regia di E. Mason Hopper (1927)[2][3]
- Una donna contro il mondo (A Woman Against the World), regia di George Archainbaud (1928)
- Let 'Er Go Gallegher, regia di Elmer Clifton (1928)
- A Blonde for a Night, regia di E. Mason Hopper e F. McGrew Willis (1928)
- Golf Widows, regia di Erle C. Kenton (1928)
- Viaggio di nozze (Just Married), regia di Frank R. Strayer (1928)
- Una donnina energica (Three Weekends), regia di Clarence G. Badger (1928)
- Her Husband's Women, regia di Leslie Pearce (1929)
- The Flattering Word, regia di Bryan Foy (1929)
- Love in High Gear, regia di Frank R. Strayer (1932)